# كاي ستار
كاي ستار (بالإنجليزية: Kai Starr)‏ (25 سبتمبر 1964 في الولايات المتحدة)؛ روائي أمريكي.